# Комитет государственной безопасности Армянской ССР
Комите́т госуда́рственной безопа́сности Армянской ССР (КГБ Армянской ССР, арм. ՀԽՍՀ Պետական անվտանգության կոմիտե) — республиканский орган государственного управления в сфере обеспечения государственной безопасности в структуре аппарата КГБ СССР. С августа 1990 года — орган государственной безопасности независимой Республики Армения.
С 1954 года по 1977 год носил название «Комитет государственной безопасности при Совете Министров Армянской ССР». С 1978 года по 1990 год именовался «Комитет государственной безопасности Армянской ССР» и работал в структуре аппарата КГБ СССР.

## История
23 августа 1990 г. была принята Декларация о независимости Армении и КГБ Армянской ССР был переименован в КГБ Республики Армения.
4 декабря 1991 г. КГБ Республики Армения был переименован в Государственное управление национальной безопасности (ныне Служба национальной безопасности Армении).

## Руководство КГБ Армянской ССР/Республики Армения

### Председатели
- Бадамянц, Георгий Арташесович (18 мая 1954 — 21 ноября 1972 г.), подполковник ГБ, с 1954 г. — полковник ГБ, с 1958 г. — генерал-майор, с 1970 г. — генерал-лейтенант;
- Рагозин, Аркадий Павлович (21 ноября 1972 — 24 ноября 1975 г.), генерал-майор, с 17 декабря 1973 г. — генерал-лейтенант;
- Микаелян, Грайр Аванесович (24 ноября 1975 — 28 июня 1978 г.), генерал-майор;
- Юзбашян, Мариус Арамович (28 июня 1978 — 25 октября 1988 г.), генерал-майор, с 1984 г. — генерал-лейтенант;
- Бадамянц, Валерий Георгиевич (25 октября 1988 — 13 сентября 1990 г.), полковник, с 1988 г. — генерал-майор;
- Арутюнян, Усик Суренович (с 13 сентября 1990 — 4 декабря 1991 г.), генерал-майор;

### 1-е заместители председателя
- Глотов, Борис Александрович (1979 — август 1981 г.)
- Оловянников, Яков Иванович (август 1981 — декабрь 1987 г.), полковник, с 30 апреля 1982 г. — генерал-майор;

### Заместители председателя
- Агаянц, Михаил Иванович (1 июня 1954 — 8 мая 1959 г.), полковник;
- Агекян, Мартирос Ервандович (1 июня 1954 — ноябрь 1957 г.), полковник;
- Хачатрян, Амо Никогосович (ноябрь 1957 — май 1961 г.),
- Тарджиманов, Мкртыч Оганесович (1961—1972 г.), полковник;
- Микаелян, Грайр Аванесович (май 1973 — ноябрь 1975 г.), полковник, с 1975 г. — генерал-майор;
- Киракосян А. М. (на 1982 г.)
- Дадаян, Ашот Саруханович (на апрель 1983 г.), генерал-майор;
- Арутюнян, Усик Суренович (январь 1985 — июнь 1988 г.), полковник;
- Бадамянц, Валерий Георгиевич (1986—1988 г.), полковник, с 1988 г. — генерал-майор;

### Помощники (заместители) председателя по кадрам — начальники отдела кадров
- Хачатрян, Амо Никогосович (12 июля 1954 — ноябрь 1957 г.), подполковник;
- Шагинян, Айказ Срапионович (1957—1969 г.), подполковник;
- Оганов, Николай Джавадович
- Шахбазян, Врам Тигранович
- Казарян Ю. Г. (на 1987 г.)

## Структура
- Руководство (председатель, заместители председателя, члены КГБ, партком)
- Секретариат
- Инспекция при Председателе
- 1-й отдел (разведка)
- 2-й отдел (контрразведка)
- 4-й отдел (секретно-политический)
- 5-й отдел (экономический)
- 7-й отдел (наружное наблюдение)
- 8-й отдел (шифровально-дешифровальный)
- 2-й спецотдел или спецотделение (применение опертехники)
- 3-й спецотдел или спецотделение (изготовление средств тайнописи, документов для оперативных целей, экспертиза документов и почерков)
- 4-й спецотдел или спецотделение (радиоконтрразведка)
- 5-й спецотдел или спецотделение (изготовление опертехники)
- Отдел «С» (правительственной связи)
- Следственный отдел
- Учетно-архивный отдел
- Тюремный отдел
- Отдел кадров
- Мобилизационный отдел
- Вспомогательные подразделения

Впоследствии происходили следующие изменения:
- В 1955 г. создан 6-й спецотдел (перлюстрация телеграфной и почтовой корреспонденции);
- В апреле 1959 г. Инспекция была преобразована в аппарат помощника Председателя;
- В 1959 г. был упразднен Тюремный отдел, на базе 2-го, 3-го, 4-го, 5-го и 6-го спецотделов (спецотделений) создан Оперативно-технический отдел, отдел «С» преобразован в отдел правительственной связи;
- В марте 1960 г. 4-й и 5-й отделы были упразднены с передачей функций во 2-й отдел;
- В 1966 г. Учетно-архивный отдел переименован в 10-й отдел;
- В 1967 г. был создан 5-й отдел (борьба с идеологической диверсией), восстановлена Инспекция при Председателе;
- В 1970 г. Инспекция была преобразована в Инспекторский отдел;
- В 1981 г. был создан 4-й отдел (контрразведывательное обеспечение объектов транспорта и связи);
- В 1982 г. был создан 6-й отдел (контрразведывательное обеспечение экономики);
- В сентябре 1983 г. был создан 3-й отдел (контрразведывательное обеспечение МВД);
- В 1989 г. 5-й отдел был преобразован в отдел «З» (защита конституционного строя);

- В 1990 г. 3-й отдел был преобразован в отдел «ОП» (борьба с организованной преступностью);

Таким образом, к 1991 г. структура КГБ имела вид:
- Руководство (председатель, заместители председателя, партком)
- Секретариат
- 1-й отдел (разведка)
- 2-й отдел (контрразведка)
- 4-й отдел (контрразведывательное обеспечение объектов транспорта и связи)
- 6-й отдел (контрразведывательное обеспечение экономики)
- 7-й отдел (наружное наблюдение)
- 8-й отдел (шифровально-дешифровальный)
- 10-й отдел (учетно-архивный)
- Отдел «З» (защита конституционного строя)
- Отдел «ОП» (борьба с организованной преступностью)
- Оперативно-технический отдел
- Отдел правительственной связи
- Следственный отдел
- Инспекторский отдел
- Отдел кадров
- Мобилизационный отдел
- Вспомогательные подразделения